# Палацо Бјанкети (Болоња)
Палацо Бјанкети (итал. Palazzo Bianchetti) је насеље у Италији у округу Болоња, региону Емилија-Ромања.
Према процени из 2011. у насељу је живело 59 становника. Насеље се налази на надморској висини од 89 м.